# Sénaillac-Lauzès
Sénaillac-Lauzès är en kommun i departementet Lot i regionen Occitanien i södra Frankrike. Kommunen ligger i kantonen Lauzès som tillhör arrondissementet Cahors. År 2022 hade Sénaillac-Lauzès 145 invånare.

## Befolkningsutveckling
Antalet invånare i kommunen Sénaillac-Lauzès
| Referens: INSEE |